# Geestemünde
Geestemünde (niederdeutsch Geestmünn) ist ein Stadtteil im Stadtbezirk Süd der Stadtgemeinde Bremerhaven im Land Bremen.

## Geografie

### Lage
Geestemünde liegt südlich der Mündung des namensgebenden Flusses Geeste in die Weser, unweit deren Mündung in die Nordsee. Der zentral gelegene Stadtteil grenzt im Norden an die Stadtteile Mitte und Lehe. Im Osten befindet sich Schiffdorferdamm, im Südosten Surheide und im Süden Wulsdorf und der Fischereihafen.

### Gliederung
| Ortsteile        | km²  | Einwohner |
| ---------------- | ---- | --------- |
| Bürgerpark       | 4,03 | 5.308     |
| Geestemünde-Nord | 1,93 | 6.347     |
| Geestemünde-Süd  | 0,66 | 2.962     |
| Geestendorf      | 1,17 | 11.8880   |
| Grünhöfe         | 3,19 | 6.349     |

(Stand: 31. Dezember 2018; Quelle:)

## Geschichte

### Geestendorf
1139 wurde im Verzeichnis des Ritters Trutbert das Kirchdorf Gestenthorpe und andere Siedlungen erwähnt. 1614 erneute Erwähnung, als Geestendorf gegenüber Lehe Rechte an der Geeste und Weser geltend machte.
Geestendorf gehörte früher zum Vieland, einem Amts- und Gerichtsbezirk, dem auch Bramel, Schiffdorf und Wulsdorf angehörten. Später bestand eine Zugehörigkeit zum Amt Stotel-Vieland, während der Bremer Franzosenzeit zur Kommune Wulsdorf sowie später zum Amt Lehe und dann zum Kreis Geestemünde.
Das Gebiet mit dem Dorf war im Mittelalter weltlicher Besitz des Bistums Bremen, als es ab dem 11. Jahrhundert den Erzbischöfen von Bremen gelang, ein von ihnen beherrschtes Territorium um Bremen zu schaffen.
Eine Kirche soll 1139 erstmals genannt worden sein. Zu Beginn des 13. Jahrhunderts ist eine kleine Marienkapelle als Filiale von Wulsdorf von den Bauern errichtet worden. 1420 wird eine Capella in Gesztendorppe erwähnt, die 1436 als Ruine bezeichnet wird und danach als einschiffige Marienkirche errichtet und 1872/75 umgebaut wurde.

Kampf um die Schanze am 2. August 1657 mit der Marienkirche und umliegenden Häusern von Geestendorf

Der Feldherr Tilly baute 1628 im Dreißigjährigen Krieg eine Befestigung am Standort der Geestendorfer Schanze (auch Leher Schanze genannt) an der Geestemündung. Der bremische Erzbischof Friedrich, später König von Dänemark und Norwegen, legte 1639 eine zweite Befestigung in Geestendorf an.
1648 kam auf Grund des Westfälischen Friedens das Erzbistum Bremen – so auch Geestendorf – unter schwedische Hoheit als Teil des schwedischen Herzogtums Bremen.
1712 gelangte Geestendorf mit dem Herzogtum Bremen an Dänemark und wurde 1715 an das Kurfürstentum Braunschweig-Lüneburg verkauft. Geestendorf teilte fortan die Geschichte des Landes Hannover und ab 1866 der preußischen Provinz Hannover.
1728 stritten sich Geestendorf und Lehe um Fährrechte. 1751 wurde dann eine Geestebrücke, die spätere Franzosenbrücke gebaut. 1774 gab es wiederum Streit um die Gerichtsbarkeit bei der Geestebrücke, die durch Gerichtsentscheid zu Lehe kam.
1834 gründete Rickmer Clasen Rickmers in Geestemünde die Rickmers Werft. 1852 entstand der Neubau für die Kirchschule bei der Marienkirche, später als Marienschule bezeichnet. 1858 bildete sich die Freiwillige Feuerwehr Geestendorf. 1860 wurde die Schiffdorfer Chaussee ausgebaut. 1861 gründete sich der Männerturnverein Geestendorf und schloss sich 1866 mit dem Turnverein Geestemünde zusammen. 1863 begann die Paschschule als zweite Volksschule mit dem Unterricht in der Schillerstraße 14.
Die Einwohnerzahl belief sich 1813 auf 491, stieg 1850 auf 1.071 und 1885, kurz vor Vereinigung mit Geestemünde, auf 9.404 Einwohner.
Der Gemeindevorsteher von Geestendorf Carl August Lenthe ersuchte 1886 den Oberpräsidenten der Provinz Hannover, zur Vermeidung von Partikularismus Geestendorf und Geestemünde zu vereinigen. Durch ein Gesetz von 1888 wurden die beiden Gemeinden Geestemünde und Geestendorf am 1. April 1889 zu Geestemünde vereinigt. Die Zollschranken fielen zwischen Geestemünde, Lehe und Bremerhaven.

### Geestemünde

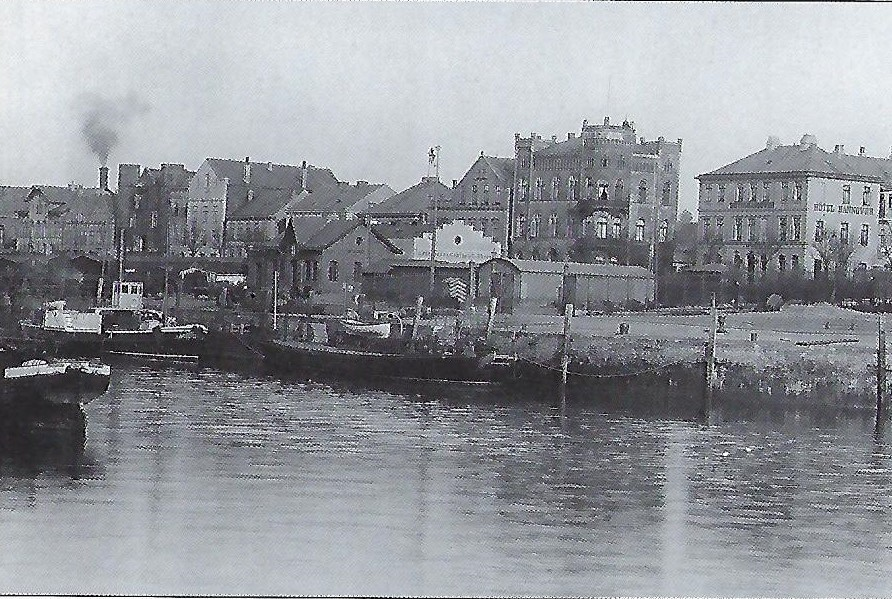
Südliche Geestekaje (1890)

1827 erwarb die Freie Hansestadt Bremen ein Gelände nördlich der Geestemündung und legte dort einen Seehafen und die Stadt Bremerhaven an.
Das Königreich Hannover hatte bis dahin eigene Hafenbaupläne in Lehe abgelehnt und nur halbherzig einige Anlegestellen in der Geeste bauen lassen. Dies änderte sich 1844 mit der Genehmigung von Plänen des Baurats Oppermann für einen Hafenbau, der eine Konkurrenz für Bremerhaven werden sollte. Damit begann 1845 der Aufstieg Geestemündes mit dem Hafenbau am südlichen Ufer der Geeste, verbunden mit einer Baulandausweisung auf dem Gebiet der Geestendorfer Nurthe. Der neu entstandene Hafenort bekam 1847 den Namen Geestemünde und wurde Freihafen.
1848 wohnen nur 59 Bürger im Ort und die 15 Häuser beherbergten vorwiegend Schankwirtschaften. 1852 war dann schon eine erste Volksschule in angemieteten Räumen erforderlich. 1853 nimmt die Werft Joh. C. Tecklenborg am linken Geesteufer den Betrieb auf. Ein Hauptzollamt entstand 1854 an der Chaussee zwischen Geestendorf und Lehe. 1855 wurden von der Tecklenborgwerft und der Geestemünder Dockcompanie Docks erstellt. 1856 wurde die Geesthelle von Lehe nach Geestemünde umgemeindet und die Rickmerswerft eröffnet 1857 hier ihren Betrieb. Von 1857 bis 1969 bestand in der Elbestraße die Maschinenbaufirma M. Achgelis Söhne GmbH (1918 AG, später bei Stinnes, 1964 bei Krupp).
Von 1857 bis 1874 (1. Erweiterung bis 1863, Petroleumhafenerweiterung 1874, heute überbaut) erhielt Geestemünde den Handelshafen mit Haupt- und Querkanal sowie der 23 Meter breiten Kammerschleuse. Das Hafenbecken war 550 Meter lang, 100 Meter breit und 7 Meter tief. 1861 wurde die noch bestehende Drehbrücke über den Geestemünder Hauptkanal (Borriesstraße/Klußmannstraße) fertiggestellt. 1862 erschloss die Geestebahn den Hafen, als Umschlagplatz für Holz, Reis und Petroleum. 1866 fuhren 466 Schiffe in den Hafen.
1858 wurde die Geestemünder-Geestendorfer Sparcasse – Vorläufer der Städtischen Sparkasse Bremerhaven – und 1859 die Rickmers-Rhederei gegründet. 1860 erfolgte der Ausbau der Georgstraße, der Geestemünder Friedhof an der Feldstraße entstand, 1863 die Wasserleitung und 1864 die erste Straßenbeleuchtung in der Borriesstraße.
1858 gründete Frau Backhaus eine private Mädchenschule an der Ecke Köper-/Marktstraße (heute Verdener Straße) in einem Wohnhaus, die ab 1870 Herr Ordemann und ab 1880 Frau Ordemann leitete. 1898 wurde daraus das städtische Lyzeum mit 90 Schülerinnen. In der Schulstraße entsteht 1864 eine Schule, ab 1889 Altgeestemünder Volksschule, mit zunächst sechs Klassen. 1911 zieht die Mädchenschule in das Gebäude ein.
1864 wurde die Provinzial-Zeitung in Geestemünde statt in Lehe herausgegeben. 1865 erhielt Geestemünde ein Amtsgericht; der Neubau war 1870 fertig.

### Bei Preußen

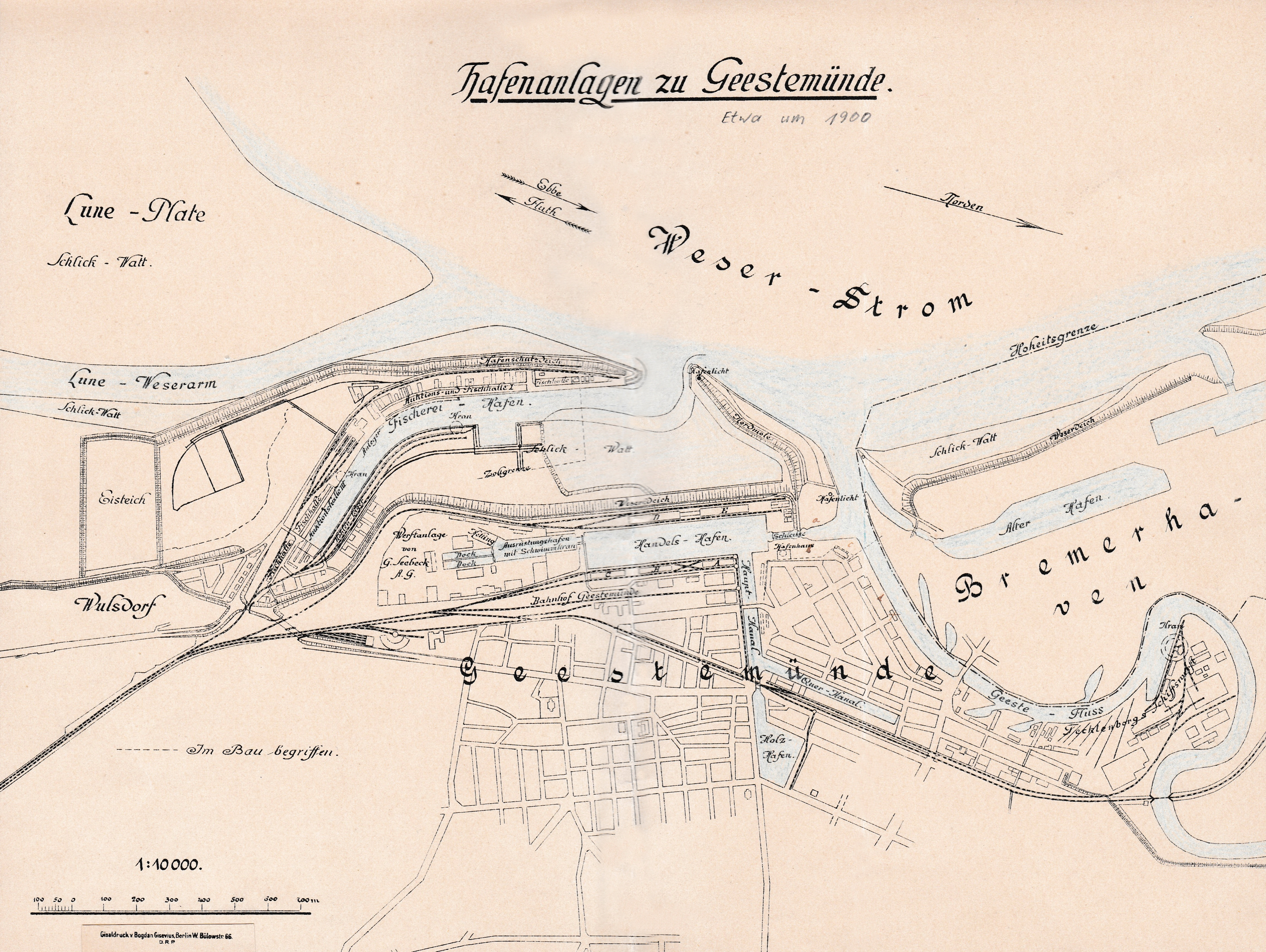
Geestemünder Häfen (1900)

Ab 1866 war Geestemünde nach dem Deutschen Krieg Teil der preußischen Provinz Hannover. 1871 gründete sich die Geestemünder Bank. 1877 eröffnete der neue Holzhafen. Das Gaswerk an der Schulstraße nahm 1879 den Betrieb auf. 1883 entstand das Wasserwerk an der Wulsdorfer Chaussee.
1879 nahm die neue preußische Navigationsschule auf der Deichkrone bei der Einfahrt zum Handelshafen unter Leitung von Kapitän Jungclaus in Geestemünde ihren Unterricht auf. 1916 wurde sie zur Seefahrtschule Bremerhaven. 1944 brannte das Gebäude ab. 1952 konnte ein neues Gebäude am selben Standort eingeweiht werden. Daraus entwickelte sich 1975 die Hochschule Bremerhaven.

#### Vereinigung von Geestendorf und Geestemünde

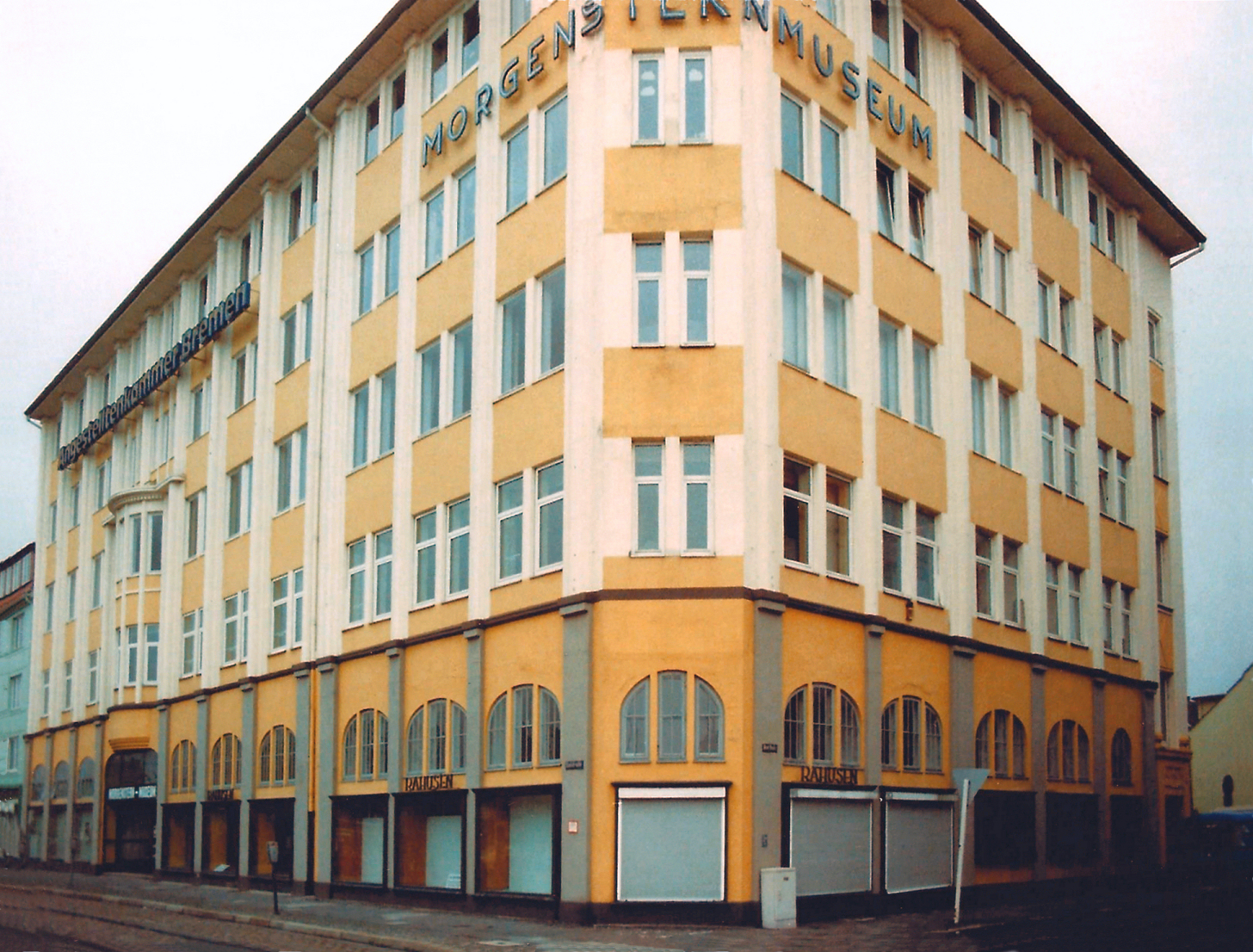
Morgenstern-Museum in der Kaistraße

1867 wurde die Handelskammer zu Geestemünde für die preußische Region gegründet.
Auf Initiative des Gemeindevorstehers von Geestendorf Carl August Lenthe von 1886 beim Oberpräsidenten der Provinz Hannover entstand im Dreikaiserjahr ein Gesetz, wonach am 1. April 1889 die beiden Gemeinden Geestemünde und Geestendorf zu Geestemünde mit 15.426 Einwohnern vereinigt wurden. Hermann Bleßmann war von 1889 bis 1899 der erste Bürgermeister. Die Zollschranken fielen zwischen Geestemünde, Lehe und Bremerhaven.
Die gemeinsame Gemeindeverwaltung verblieb zunächst in einem Gebäude in der Georgstraße Nr. 77 (bis 1860 Bremer Landstraße), in dem die Verwaltung für Geestemünde schon seit 1878 residierte. Bis 1944 waren hier Teile der Gemeindeverwaltung untergebracht. Von 1890 bis 1894 erfolgte der Neubau des dreigeschossigen, rotsteinsichtigen Rathauses nach Plänen von Hubert Stier in der damaligen Bahnhofsallee (heute: Klußmannstraße) im Stil der Neorenaissance. Ein fünfgeschossiger Turm im Historismus prägte das Erscheinungsbild des Rathauses, das 1944 zerbombt wurde. Neben dem Rathaus entstand bis 1898 das vom Postbaurat Schäffer entworfene Reichspostamt Geestemünde. 1933 wurde ein neues Postamt neben dem Hauptbahnhof gebaut und die Stadt Wesermünde kaufte für seine Verwaltung das Gebäude an der Klußmannstraße, in dem heute die Polizei untergebracht ist.
Von 1852 bis 1885 gehörte die Landgemeinde noch zum Amt Lehe. Nach der Neueinteilung in Kreise wurde Geestemünde 1885 schließlich Verwaltungssitz des Kreises Geestemünde mit dem Kreishaus an der Borriesstraße; bis 1977 war hier der Verwaltungssitz des späteren Landkreises Wesermünde.

Geestemünde um 1901

1900 entstand die genossenschaftliche Molkerei in der Mühlenstraße (heute An der Mühle). 1902 wurde ein Elektrizitätswerk an der Leher Chaussee (heute Rheinstraße) gebaut. Das Morgensternmuseum siedelte sich 1902 in Geestemünde am Hohenzollernring (heute Friedrich-Ebert-Straße) an und vergrößerte sich 1909 im Neubau der Handelskammer. Die Handelsbank gründete sich 1904 und auch der Geestemünder Sportclub (GSC). 1904 gründeten Emma und Bernhard Hirsch das Kaufhaus Hirsch (später Kaufhaus Schocken). Seit 1905 stand das Krankenhaus an der Hartwigstraße. 2.965 Schiffe liefen 2005 den Geestemünder Hafen an und löschten 635.744 Tonnen Ware. Von 1907 bis 1908 wurde durch den Waldverein von 1899 der Bürgerpark nach Plänen von Gartenarchitekt Hoff angelegt. 1908 wurde das Geestemünder Schauspielhaus an der Ecke Georg-/Keilstraße (heute Grashoffstraße) gegründet. Hier war später das Kino Metropol. Die SPD gründete 1908 einen Ortsverein. Ein Schlachthof entstand 1910 an der Wiesenstraße, der 1921 aufgegeben wurde. 1911 wurde die katholische Herz-Jesu-Kirche in Neugotik zwischen Bucht- und Grashoffstraße geweiht. Die Weserschiffahrtsgesellschaft, seit 1921 Weserfähre GmbH Geestemünde, nahm 1911 mit der Preußen (1911) und der Oldenburg den Fährverkehr nach Blexen auf.

#### Erinnerung
Im südlichen Bogen der Friedrich-Ebert-Straße erinnern die Nebenstraßen an den Deutsch-Französischen Krieg und das danach entstandene Reichsland Elsaß-Lothringen:
- Elsässer Str. – Elsass
- Forbacher Str. – Forbach (Moselle)
- Lothringer Str. – Lothringen
- Metzer Straße – Metz, Belagerung von Metz
- Spichernstr. – Spicheren, Schlacht bei Spichern
- Straßburger Platz – Straßburg
- Weißenburger Str. – Wissembourg, Schlacht bei Weißenburg (1870)
- Wörther Str. – Wœrth, Schlacht bei Wörth[5]

Bauherren der Gebäudekomplexe an der südlichen Friedrich-Ebert-Straße waren, zum größten Teil, der Geestemünder Bauverein sowie, in deutlich geringerem Umfang, die Niedersächsische Wohnungsgesellschaft.
Architekt der Blöcke östlich der Friedrich-Ebert-Straße und der Metzer Straße war Gustav Claas (1876–1932). Für die westlich gelegenen Gebäude waren auswärtige Architekten verantwortlich.

### Fischfang

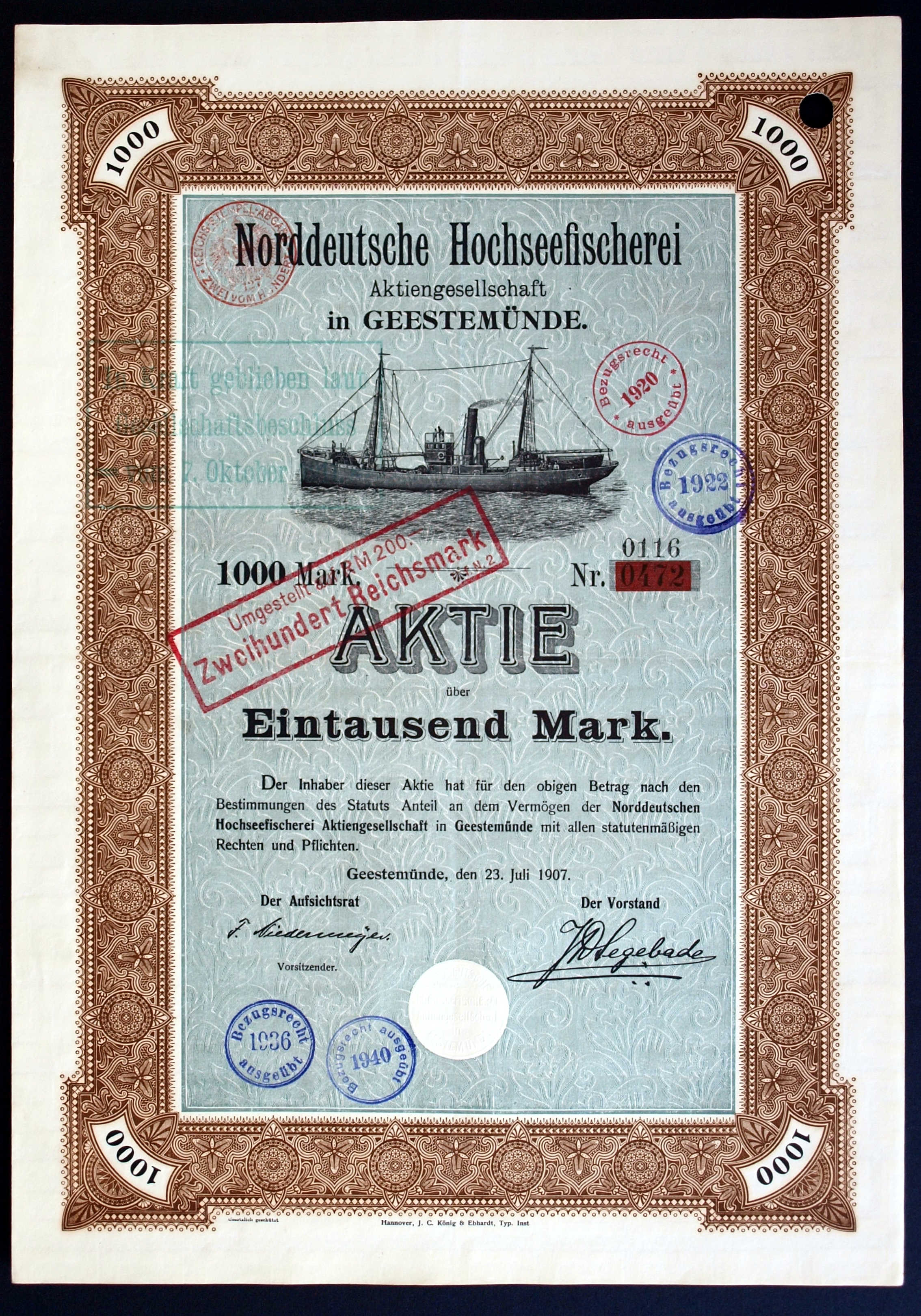
Aktie der Norddeutschen Hochseefischerei AG aus Geestemünde vom 23. Juli 1907

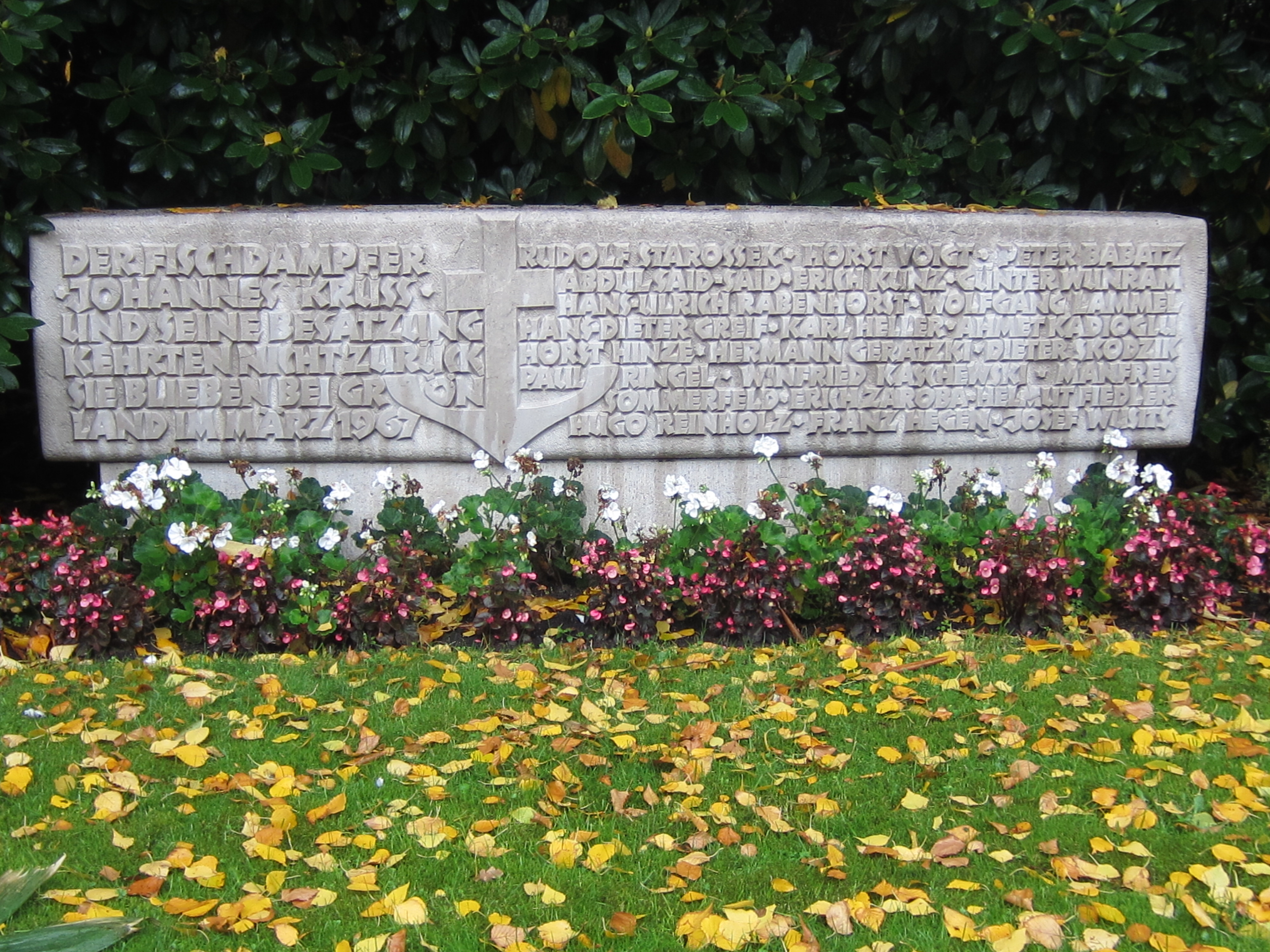
Gedenkstätte Johannes Krüss auf dem Geestemünder Friedhof

Die Sagitta war der erste deutsche Hochseefischdampfer. 1885 wurde sie von Friedrich Busse auf Fangreise geschickt. Die moderne Hochseefischerei begann und weitere Schiffe folgten. Schon 1888 fand die erste Auktion in Geestemünde statt. Von 1891 bis 1896 wurde der Fischereihafen I gebaut. 1891 fischten die ersten Fischdampfer vor Island. 1894 gingen sechs Fischdampfer mit 61 Seemännern im Sturm verloren. 1903 versanken sieben Dampfer mit 65 Mann Besatzung. 1896 wurde die Deutsche Dampffischerei-Gesellschaft „Nordsee“ von einer Gruppe Bremer Reeder und Kaufleute unter Führung des Reeders Adolf Vinnen gegründet. In der Fischhalle I wurden ab 1896 die großen Fischauktionen durchgeführt. Ab 1897 fuhren Fischsonderzüge nach Berlin. 1901 konnten 21.500 Tonnen Fisch angelandet werden. Seit 1908 wurden die Fische nicht mehr durch die Besatzung, sondern durch die Fischereihafen-Betriebsgenossenschaft (FBG) gelöscht. 1909 entstand die Erste Deutsche Stock- und Klippfischwerke GmbH, die Stockfisch und Klippfische exportierte. 1913 waren in Geestemünde 93 Fischdampfer beheimatet; 1924 waren es 155. 1916 bestanden 60 Fischgroßhandlungen, zwölf Marinierbetriebe, vier Fischmehlfabriken, drei Eisfabriken und eine Räucherei. Der 1896 gebaute Fischversandbahnhof wurde 1920 durch einen großen Neubau ersetzt. 1923 erhielt als erster Trawler die Wilhelm Reinhold eine Radioempfangsanlage. 1925 konnte die Erweiterung des Fischhafens mit der Doppelschleuse und dem Seedeich abgeschlossen werden.

### Schiffbau

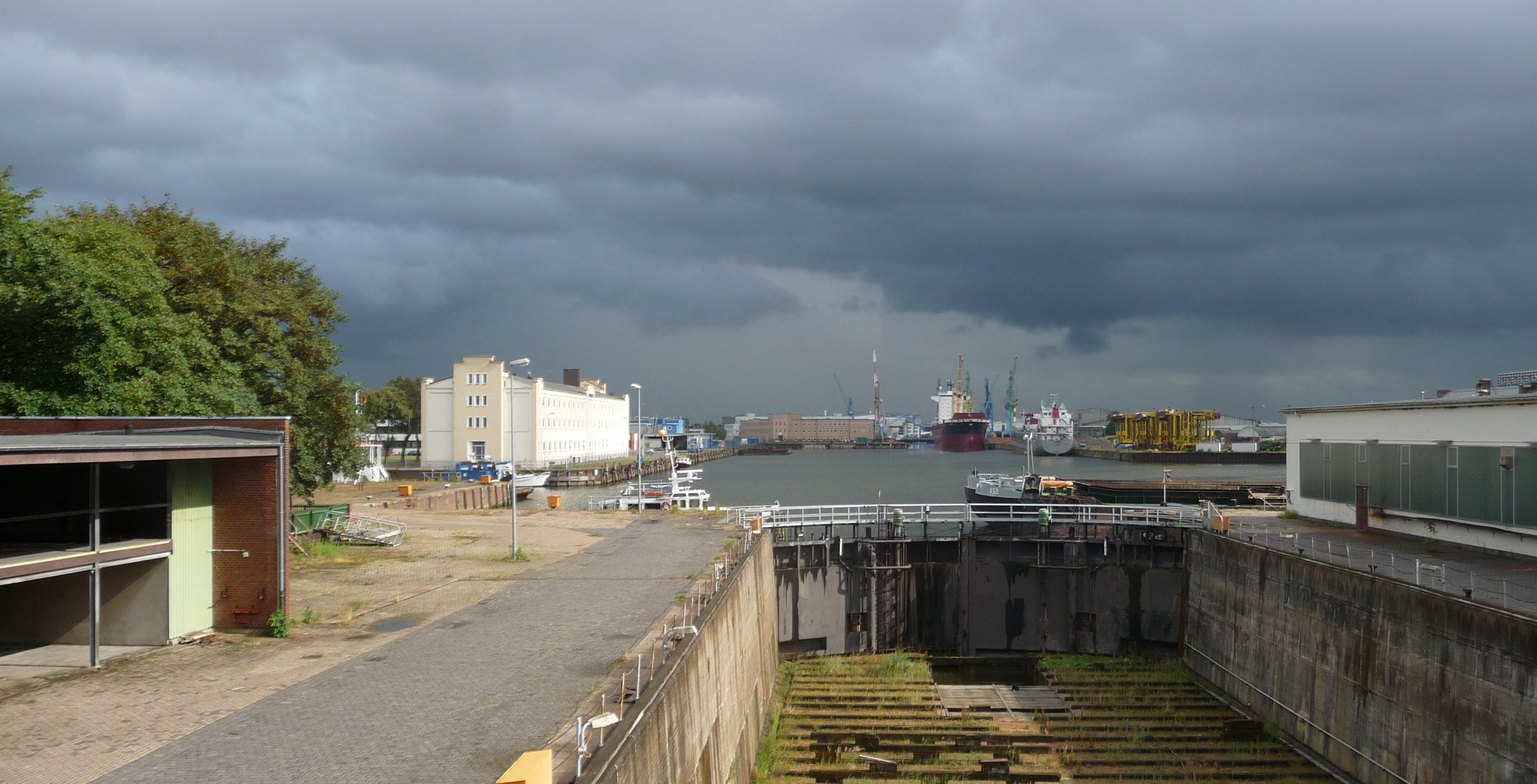
Handelshafen mit alter Schleuse

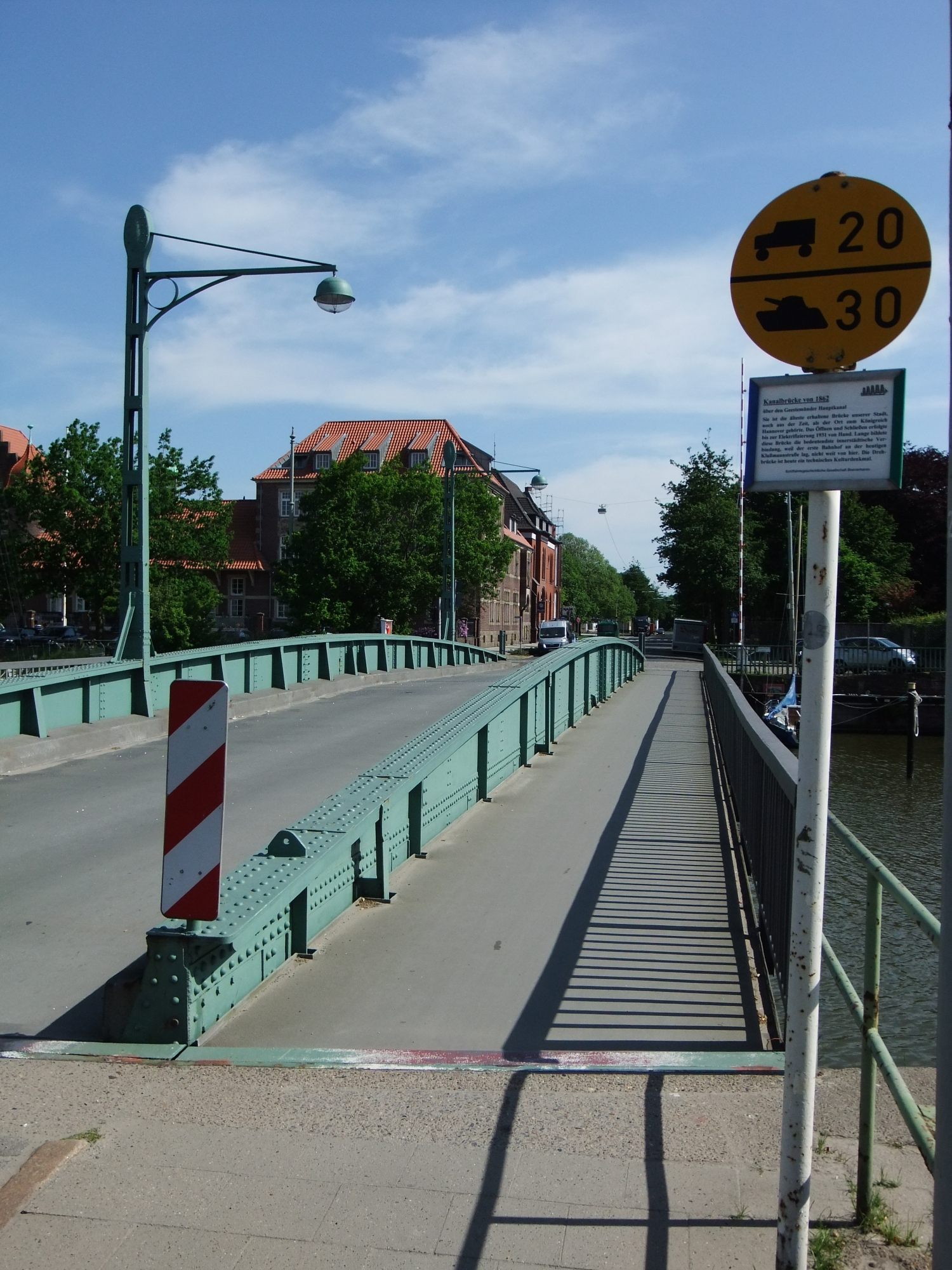
Drehbrücke über den Hauptkanal

Geestemünde wurde mit Bremerhaven um diese Zeit ein wichtiger Werftenstandort in Deutschland. 1836 lief das erste Schiff der Rickmers Werft an der Geeste vom Stapel. Die Schau & Oltmanns bestand von 1852 bis 1891 und kam dann zu Seebeck, Georg Seebeck baut in seiner Seebeck-Werft seit 1879 Schiffe und Joh. C. Tecklenborg war schon seit 1855 mit dem König-Georg-Dock in Geestemünde tätig. Drei von sieben Fünfmastern aus dieser Zeit stammen aus Geestemünde: Die Maria Rickmers (1891 das größte Segelschiff der Welt), die Potosi (4025 BRT) und die Preußen. Seit 1885 förderte das Deutsche Reich den Schiffbau. 1885 fährt der erste Tanksegler, die Andromeda von der Tecklenborg-Werft nach New York. 1886 baute Seebeck am Querkanal seine Schiffe und 1910 konnte er am ehemaligen Petroleumhafen seine Werft ausbauen, die nun 1000 Mann beschäftigte. Die Großwerft hieß ab 1988 Schichau Seebeck Werft (SSW) und bestand bis 2009.
Ab 1884 verkehrte eine Weserfähre Bremerhaven–Nordenham zwischen Geestemünde und Blexen. 1911 übernahm die Weser-Schiffahrtsgesellschaft mit den Fähren Preußen und Oldenburg den Betrieb.
1885 wurde nach der neuen preußischen Kreisordnung die Verwaltung durch Landdroste abgeschafft. Aus der Landdrostei Stade entstand der Regierungsbezirk Stade mit vierzehn neuen Kreisen. Geestemünde wurde Verwaltungssitz des neuen Kreises Geestemünde mit dem südlich der Geeste gelegenen Teil vom Amt Lehe. Landrat Brandt trat an die Spitze des Kreises.
1890 gründete sich die freiwillige Turner-Feuerwehr. Seit 1891 wurde der Wasserturm Geestemünde auf dem Neumarkt betrieben. Das Wasser kam vom Wasserwerk Bexhövede. Seit 1896 fuhr die Bahn nach Cuxhaven und Bederkesa und seit 1899 nach Bremervörde.

### Petroleum
Wilhelm Anton Riedemann, Pionier der Tankschifffahrt, ließ 1885 seinen ersten Tanksegler, die Andromeda bauen. 1890 gründeten er und die Bremer Ölkaufleute Franz Ernst Schütte und Carl Schütte sowie die Standard Oil Company (USA) die Deutsch-Amerikanische Petroleum Gesellschaft, die spätere Esso AG. Schütte und Riedemann gründen zudem die größte Fassfabrik Deutschlands in Geestemünde.

### Schulentwicklung

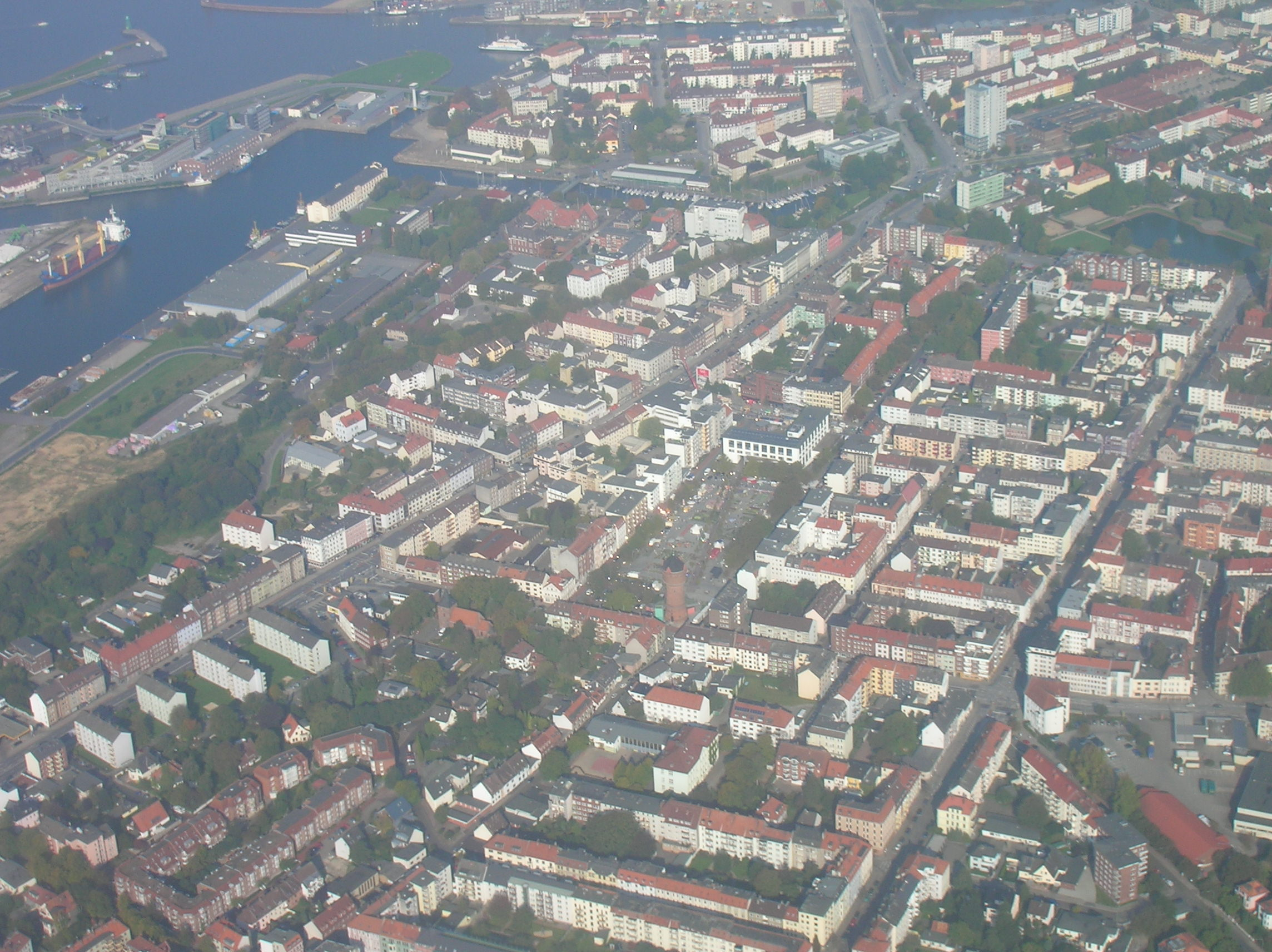
Geestemünde

Das Progymnasium wurde zur Realschule (ab 1889 in der Schulstraße 7) und es führte als erste Schule Englisch als Anfangsfremdsprache in Deutschland ein. 1904 wurde daraus ein Reformrealgymnasium. 1908 zog die spätere Wilhelm-Raabe-Schule in den Neubau am Hohenzollernring (heute Friedrich-Ebert-Straße). Im Schulgebäude Schulstraße zog die Knaben-Volksschule ein.
1898 wurde aus der privaten höheren Mädchenschule von 1858 von Backhaus und Ordemann an der Ecke Köper-/ Marktstraße (heute Verdener Straße) die erste Städtische Höhere Mädchenschule, die 1903 einen Neubau in der Bahnhofsallee (heute Klußmannstraße) bezog. 1899 wurde die Handelsschule von der Handelskammer eingerichtet und die Königlich Preußische Seemaschinistenschule in der Bülowstraße Nr. 5. 1901 wurde die Allmersschule bezogen.

### 1913: Kreisfreie Stadt
1912 wurde durch Hannover eine städtische Verfassung genehmigt. Geestemünde erhielt 1913 das Stadtrecht und wurde eine kreisfreie Stadt.
1914 wurde der Bahnhof in Geestemünde, der spätere Hauptbahnhof Bremerhaven, eröffnet. Seit 1917 bestand die Badeanstalt an der Lune. 1919 gründete sich das Institut für Seefischerei als Vorläufer des Alfred-Wegener-Instituts. Die Volksbücherei wurde 1919 eingerichtet. Geestemünde trat die nördlichen Gebiete an der Geeste (Geesteschlinge) an Lehe ab. Die Berufsfeuerwehr wurde 1921 eingeführt.
Für den Bau des Fischereihafens II, der von 1921 bis 1925 erfolgte, wurde 1920 Wulsdorf mit 4.930 Einwohnern und 1.333 Hektar Fläche eingemeindet. Außerdem wurden zu dieser Zeit auch Flächen auf der Luneplate vorgehalten. In Geestemünde und Wulsdorf befand sich Deutschlands wichtigster Fischereihafen, der heute einen eigenen Stadtteil darstellt. Der größte Arbeitgeber, die Seebeck-Werft beschäftigte 1921 rund 2.200 Menschen und verzeichnete 370 Stapelläufe seit 1879.

### Geestemünde-Süd
Geestemünde-Süd ist eine städtebaulich geschlossene Siedlung, die nach dem Ersten Weltkrieg entstand. Eigentlich nur von Norden zugänglich, liegt sie im (erhaltenen) Bogen des längst abgebauten Gleisdreiecks nördlich vom Bahnhof Bremerhaven-Wulsdorf. Errichtet wurde Süd für die Beschäftigten der Fischindustrie, für Fischdampferfahrer und Fischwerker im Fischereihafen. Es sollte der Arbeitsweg verkürzt und ein Anreiz geschaffen werden, Arbeitskräfte anzuwerben und zu halten. Nur noch wenige der charakteristischen Vorgärten sind erhalten, meist aber nur als Rasenfläche. Die Häuser haben zwar eine Wärmedämmung, hatten aber vorher auch nur eine Putzstruktur. Die Klinkerbauten stehen im Bereich Helgoländer und Anholt-Straße. Die Reihen- und Doppelhäuser sind in den letzten Jahrzehnten umgestaltet (oder verunstaltet) worden. Angelegt wurden die Straßen Am Lister Tief, Finkenwärder, Helgoländer Straße, Doggerbank, Westermannsgang, Isländer Platz (1919), Borkumer Straße, Am Skagerrak, Am Oberhamm, Husumer Weg, Anholt-Straße, Bestmannsweg, Färöerstraße (1920) und zuletzt der Sylter Weg (1930).

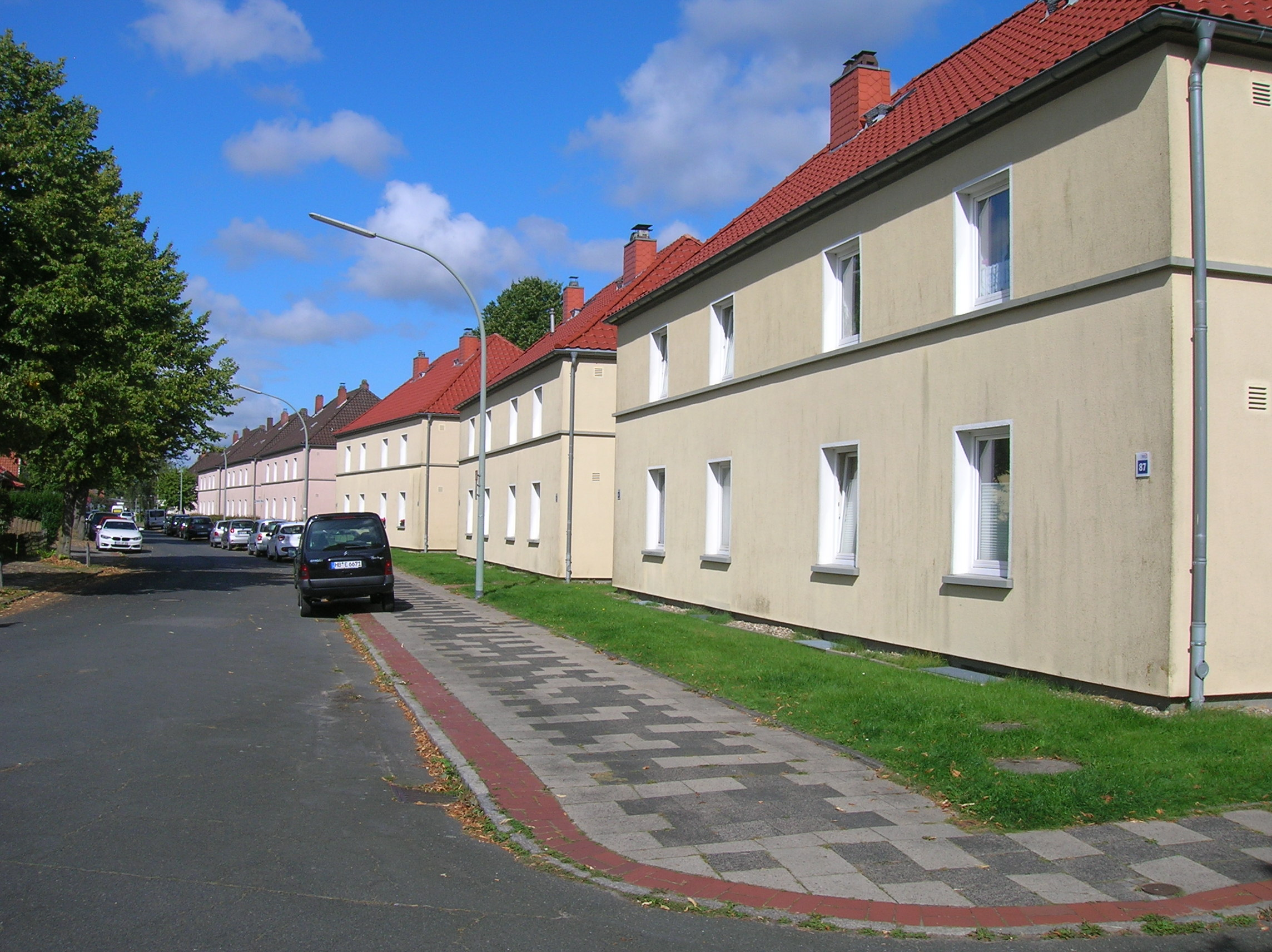
Überputzte Wohnhäuser
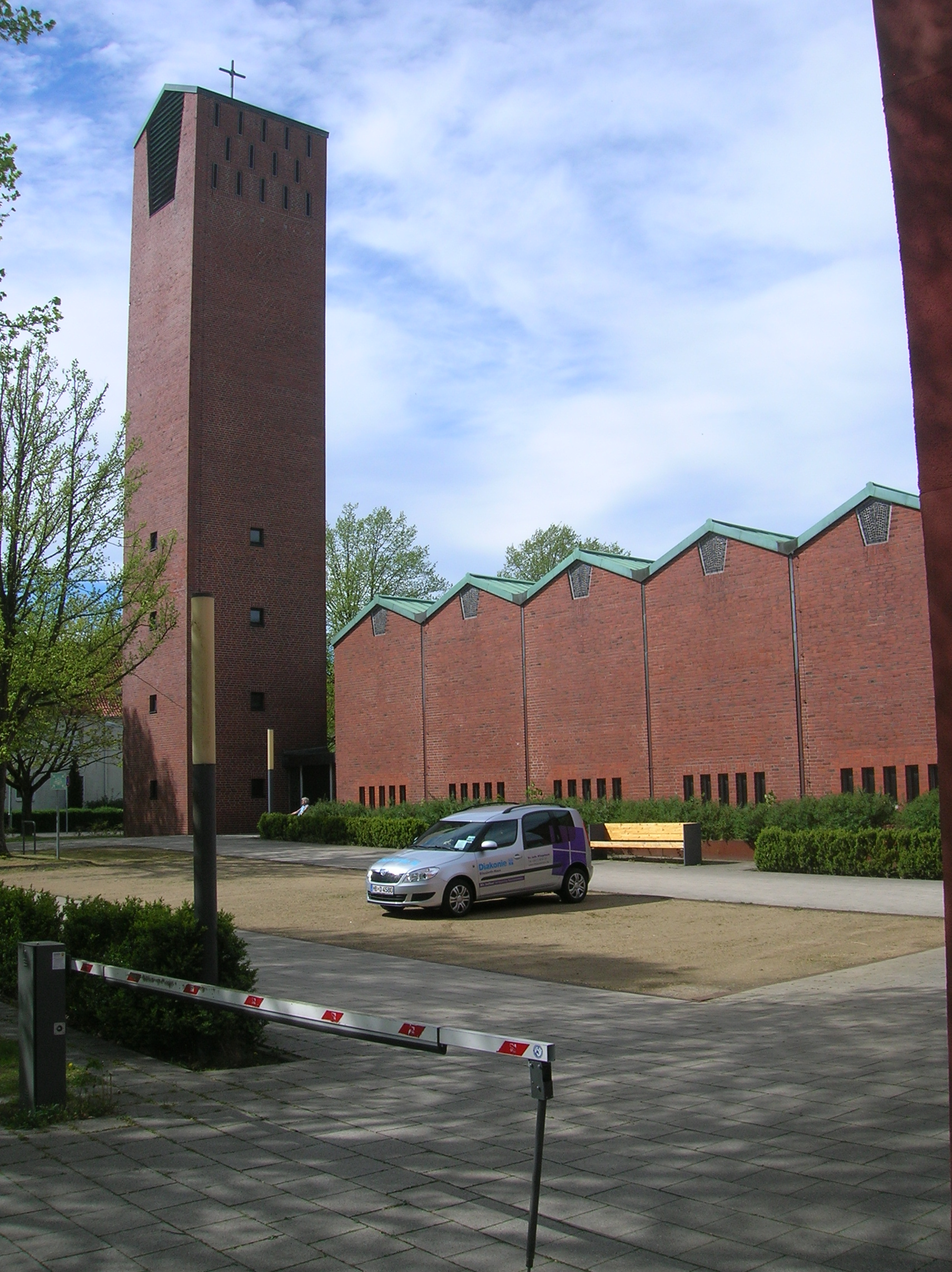
Matthäuskirche

### 1924: Stadtteil von Wesermünde

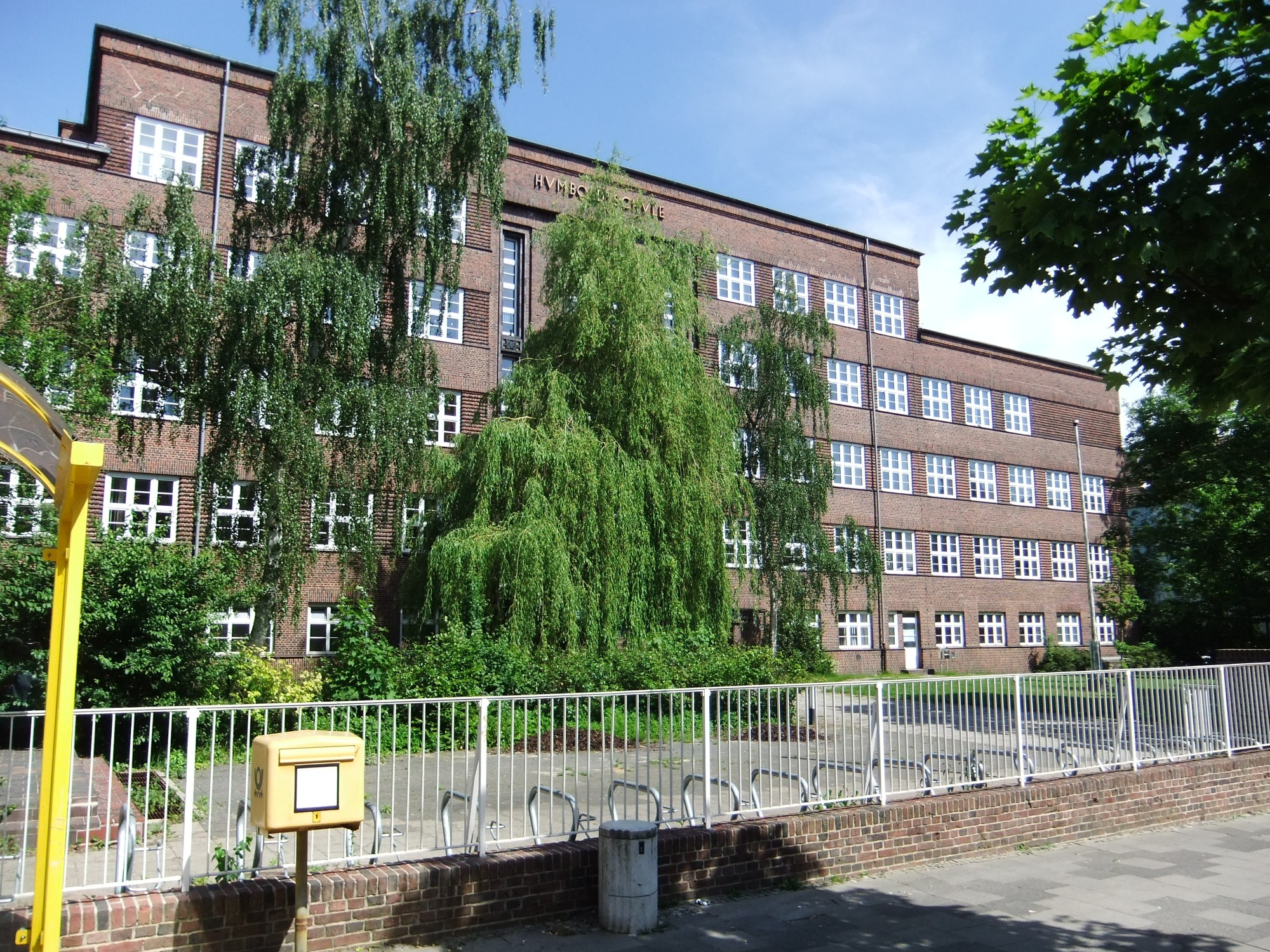
Humboldtschule

Geestemünde verlor 1924 die Selbstständigkeit und ging mit Lehe in der neuen Stadt Wesermünde auf.
1925 wurde die neue Mole an der Geeste mit dem Leuchtfeuer Geeste-Südufer als grüne Gitterbake fertig. 1927 nahm die Kreissparkasse Geestemünde in einem Neubau an der Borriesstraße 27/29 den Betrieb auf.
1926 fusionierte die Tecklenborg-Werft mit der AG Weser zur Deutsche Schiff- und Maschinenbau AG mit Sitz Bremen. Nach Übernahme weiterer Schiffbaubetriebe durch den Deschimag-Konzern legte dieser Ende 1928 die Geestemünder Werft still. Die Mehrzahl der 2300 Beschäftigten verlor ihre Arbeit, obwohl die ebenfalls zur Deschimag gehörende aufstrebende Seebeckwerft viele Werftarbeiter übernehmen konnte. Jedoch mussten die von Tecklenborg abhängigen Handwerksbetriebe wie Schiffszimmerer, Schlossereien, Schmieden usw. ihren Betrieb einstellen. Auf dem ehemaligen Werftgelände entstand ab 1935 die Marineschule Wesermünde, die nach dem Aufbau der Bundesmarine als Technische Marineschule (TMS II) genutzt wurde.
1930 wurde die mathematisch-naturwissenschaftliche Humboldtschule an der Schillerstraße eingeweiht. 1932 wurde der Zollanschluss für die Geestemünder Häfen aufgehoben. Der Kleingartenverein Geestemünde-Süd entstand 1932. Das Hauptpostamt am Hauptbahnhof wurde 1933 fertiggestellt. Nach langem Planungsvorlauf wurde ein erster Teil einer neuen Verbindungsstraße von Geestemünde nach Lehe von 1938/39 im Verlauf der Straße der Freiheit (heute Stresemannstraße) als Reichsstraße 6 gebaut werden.
In den Novemberpogromen 1938 wurde die Synagoge in der Schulstraße 5 durch die SA vernichtet und das Kaufhaus Schocken (früher Kaufhaus S. Hirsch) an der Georgstraße beschädigt. 1938 eignete sich die Geheime Staatspolizei das ehemalige sozialdemokratische Zeitungshaus der Norddeutschen Volksstimme, Ecke Elbestraße/Hohenzollern-Ring (heute Friedrich-Ebert-Straße), an. 1941 wurden vom Hauptbahnhof die Juden aus Wesermünde in die Konzentrationslager deportiert.
Im Zweiten Weltkrieg führten 52 Luftangriffe auf Wesermünde und das zu Bremen gehörende Überseehafengebiet Bremerhaven zur Vernichtung von 75 % aller Gebäude in Geestemünde. Stadtgebiet und Hafen von Wesermünde wurden allein im Juni 1944 dreimal zum Ziel von Bombern den United States Army Air Forces. Der schwerste Angriff der Royal Air Force erfolgte in den Abendstunden des 18. September 1944; dabei wurde Wesermünde-Mitte zu 97 % zerstört.

### 1947: Stadtteil von Bremerhaven

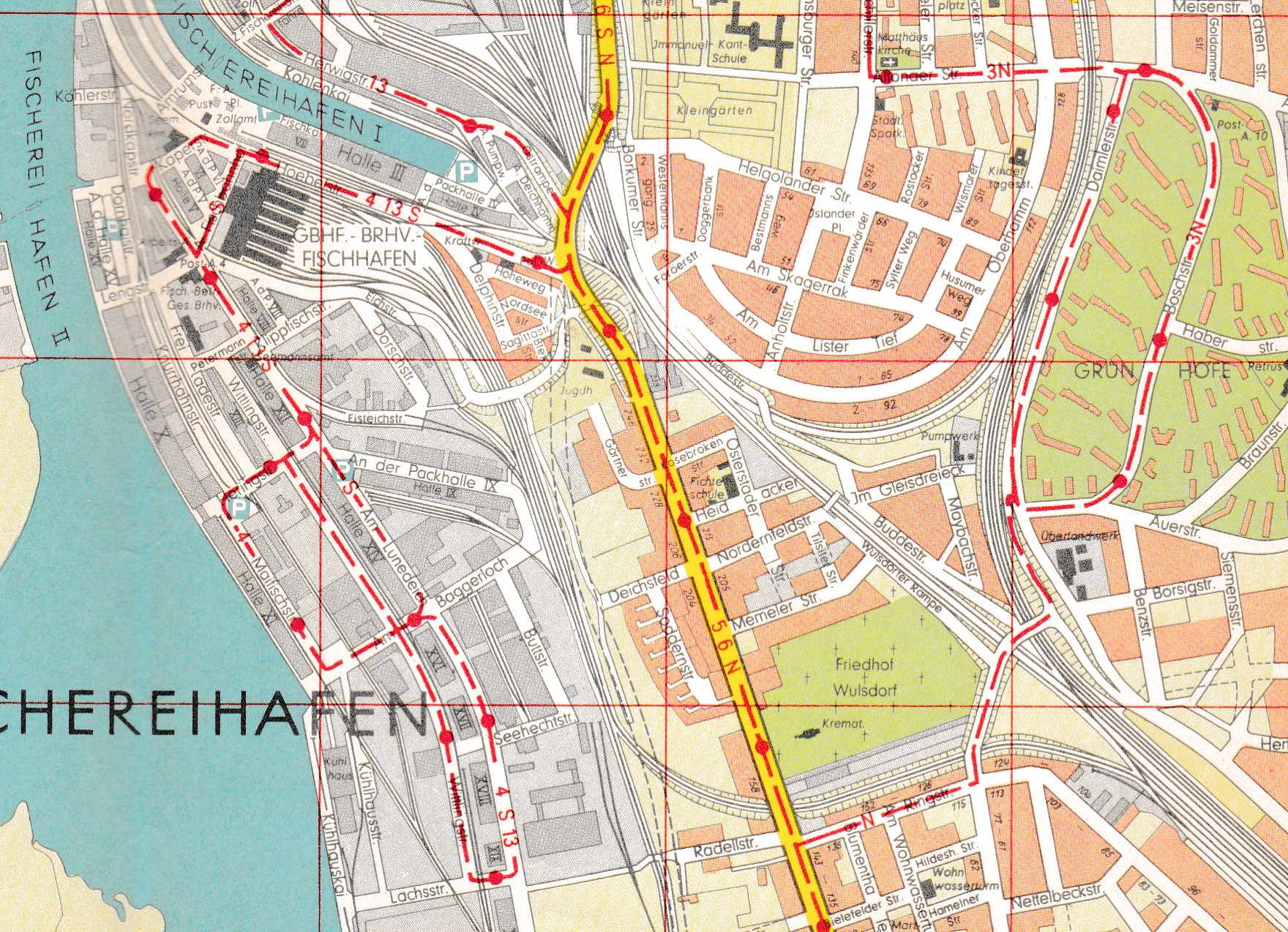
Fischereihafen, Süd, Grünhöfe und nördliches Wulsdorf

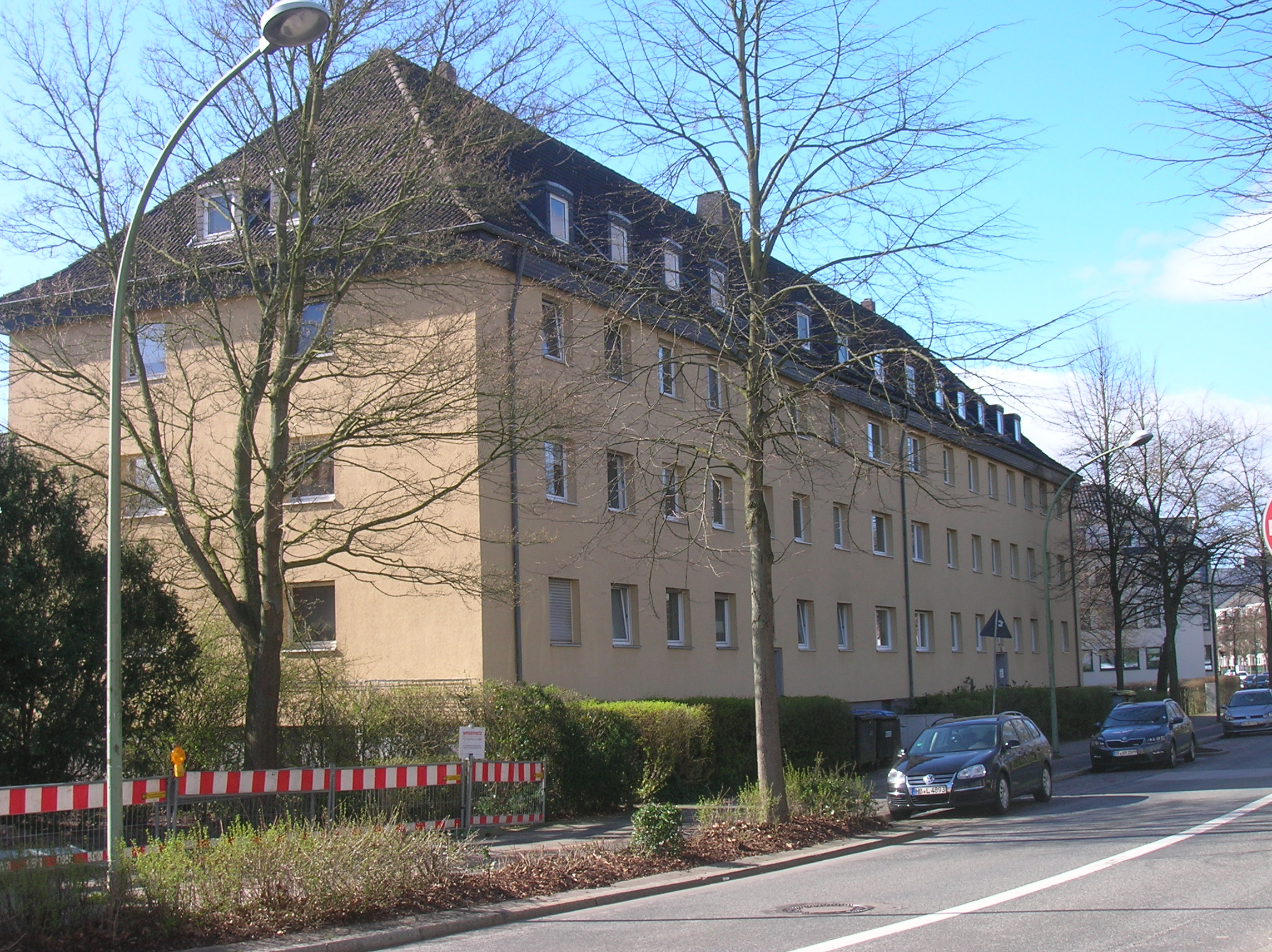
Ehemaliger US-Wohnblock

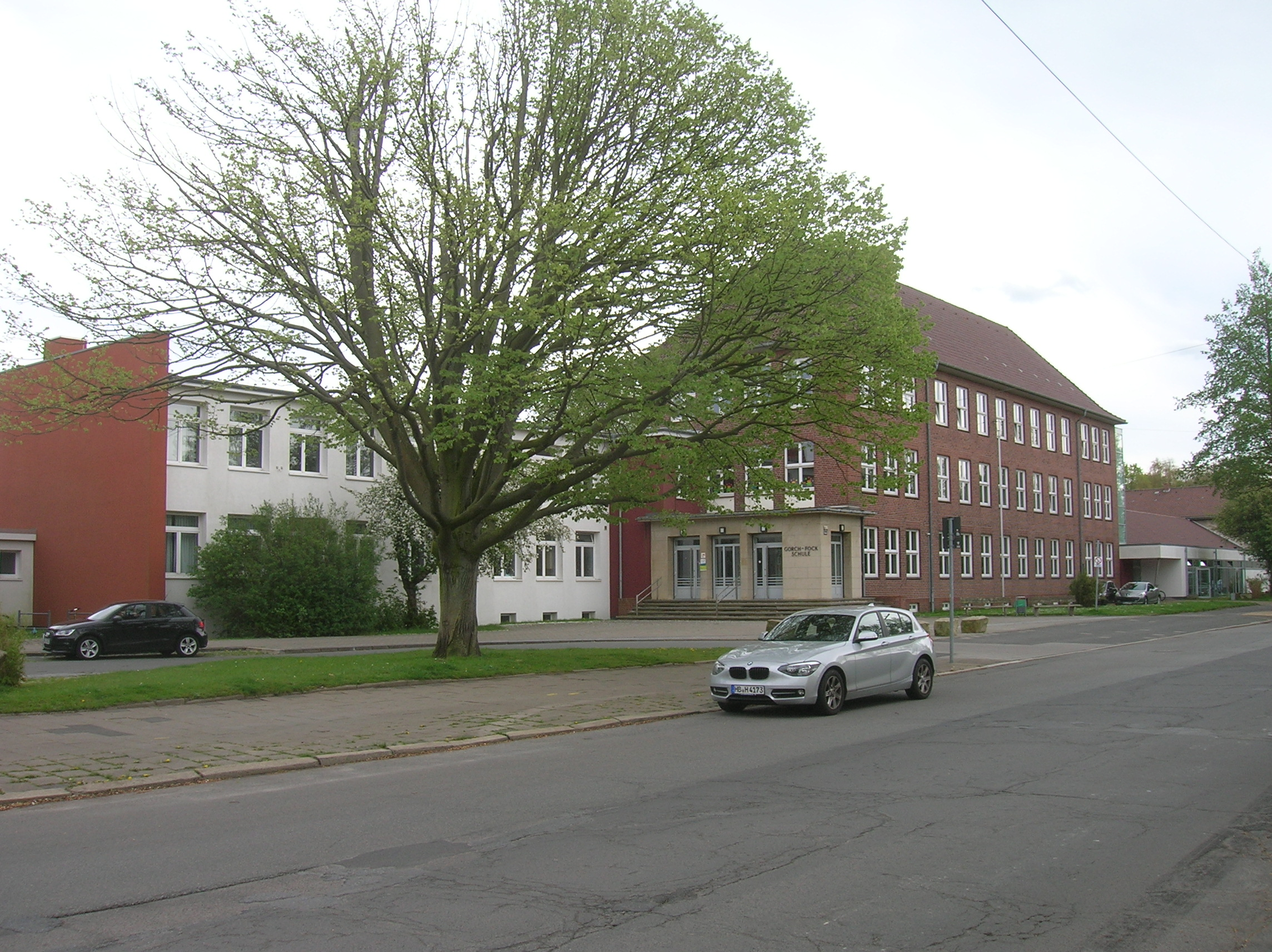
Gorch-Fock-Schule

1947 wurde die Stadt Wesermünde und damit auch Geestemünde mit Bremerhaven zum Land Bremen zusammengefasst. Der Stadtteil Geestemünde hatte nun die Ortsteile Geestemünde-Nord, Geestemünde-Süd, Geestendorf und Bürgerpark.
Das frühere Reformgymnasium bzw. Progymnasium an der Friedrich-Ebert-Straße 10, seit 1937 Oberschule, wurde 1950 zur Wilhelm-Raabe-Schule mit den Zweigen A Hauptschule, B Mittelschule und D Gymnasium. Die Schule konnte nun auch von Mädchen besucht werden.
Unter schwierigsten Bedingungen entstand zwischen 1949 und 1954 eine Wohnsiedlung in der Geesteniederung. Zwischen Bürgerpark und Geeste gelegen, war sie stets durch Überschwemmungen gefährdet. Sie umfasste 282 Wohneinheiten für 600 Bewohner. 1000 Stunden hatte jeder Hauseigentümer als Eigenleistung zu erbringen. Eine Siedlergemeinschaft Am Bürgerpark wurde gegründet. Auf der Westseite der Frühlingstraße wurden Wohnblocks für die Eisenbahner gebaut. Auf der Ostseite (am Rand des Bürgerparks) stehen bürgerliche Einzelhäuser. Ab 1950 strahlte der Sendemast im Bürgerpark die Programme von Radio Bremen aus. Auch wurde das Arbeitsamt am nördlichen Bogen der Friedrich-Ebert-Straße bezogen. Gegenüber, zwischen Nürnberger Straße und Dürerstraße, entstanden sechs (grünlich angestrichene) Wohnblocks für die Familien der US-amerikanischen Soldaten. Am nördlichen Ende der Gutenbergstraße wurde das neue Gemeindezentrum der Christuskirche Bremerhaven-Geestemünde gebaut.
Die Sturmflutserie vom 19. bis 24. Dezember 1954 überschwemmte die Geesteniederung und ließ das Wasser bis zur Oberkante der neu aufgeschütteten Deiche steigen. 1954 begann die Neue Heimat mit dem Bau von 2.136 Wohnungen in Grünhöfe. Gebaut wurden die Gorch-Fock-Schule an der Klußmannstraße (1954), die Wilhelm-Busch-Schule (1957), die Fritz Reuter-Schule (1959/1961) und das Freibad (1961). 1956 bezog die Marineoperationsschule die ehemalige Kaserne der Marineschule Wesermünde an der Elbestraße. 1962 eröffnete das DRK-Krankenhaus am Bürgerpark den Betrieb.
Am Nordende der Weißenburger Straße, an der Südwestecke des Walter-Rathenau-Platzes, lag das „kleine Naber“. In einem umgebauten Wohnhaus eingerichtet, war das feine Hotel bei Reisenden beliebt.
Bis in die 1980er Jahre bestand an der idyllischen Talstraße (auf der Nordseite des Petroleumsviertels) Geestemündes letzter Bauernhof. Tagtäglich fuhr der Bauer mit einem Pferdefuhrwerk zu den weitab gelegenen Feldern in Schiffdorferdamm. Gegenüber wohnte der Fischdampfer-Reeder Kunkel mit seiner Familie.

### Frühere Ortsteile
Wulsdorf
Wulsdorf wurde 1920 nach Geestemünde eingemeindet und 1924 ein Stadtteil von Wesermünde.
Fischereihafen
1971, bei der Neueinteilung von Bremerhaven, wurde der Fischereihafen ein Stadtteil.

### Einwohnerentwicklung
Alt Geestemünde und Geestendorf (vor der Vereinigung zu Geestemünde)
| Jahr                      | 1813 | 1850  | 1858  | 1885   |
| ------------------------- | ---- | ----- | ----- | ------ |
| Einwohner Alt Geestemünde | –    | 0059  | 1.818 | 04.796 |
| Einwohner Geestendorf     | 491  | 1.071 | –     | 09.404 |
| Summe                     | 491  | 1.130 | –     | 14.200 |

Geestemünde (nach der Vereinigung von Alt Geestemünde und Geestendorf)
| Jahr | Einwohner | Quelle |
| ---- | --------- | ------ |
| 1889 | 15.426    |        |
| 1890 | 15.542    | [ 11 ] |
| 1905 | 23.621    | [ 11 ] |
| 1910 | 25.102    | [ 11 ] |
| 1924 | 23.000    |        |
| 1995 | 38.599    |        |

| Jahr | Einwohner | Quelle |
| ---- | --------- | ------ |
| 2000 | 34.720    | [ 12 ] |
| 2005 | 32.857    | [ 13 ] |
| 2010 | 32.153    | [ 14 ] |
| 2015 | 33.586    | [ 15 ] |
| 2018 | 32.854    | [ 1 ]  |
| 0    | 0         | 0      |

|  |

## Politik

### Stadtteilkonferenz
Alle Bürger – auch Initiativen, Gruppen und Vereine, Schulen, Kindergärten, Kirchgemeinde und anderer Einrichtungen – können in der öffentlichen Stadtteilkonferenz Geestemünde (STK) oder der Stadtteilkonferenz Grünhöfe an der Gestaltung des Stadtteils Geestemünde oder des Ortsteils Grünhöfe mitwirken und sie gegenüber dem Magistrat und der Bremerhavener Stadtverordnetenversammlung vertreten. Die erste Stadtteilkonferenz fand in Grünhöfe am 8. September 1993 und für Geestemünde 1999 statt.

### Wappen
Das Wappen von Geestemünde hatte bis zum Jahre 1924 seine Gültigkeit. Danach wurde aus Geestemünde und Lehe die Stadt Wesermünde, die ein eigenes Wappen bekam.
| Wappen von Geestemünde | Blasonierung: „In Rot eine silberne gezinnte Burg mit zwei Türmen, belegt mit einem blauen Schild, darin ein goldener Anker, bedeckt von zwei gekreuzten goldenen Schlüsseln. Oben ein silbernes Schildhaupt in Form einer gezinnten Burg mit drei Türmen und geschlossenen Tortüren.“ |
| Wappen von Geestemünde | Wappenbegründung: noch offen |

## Kultur und Sehenswürdigkeiten

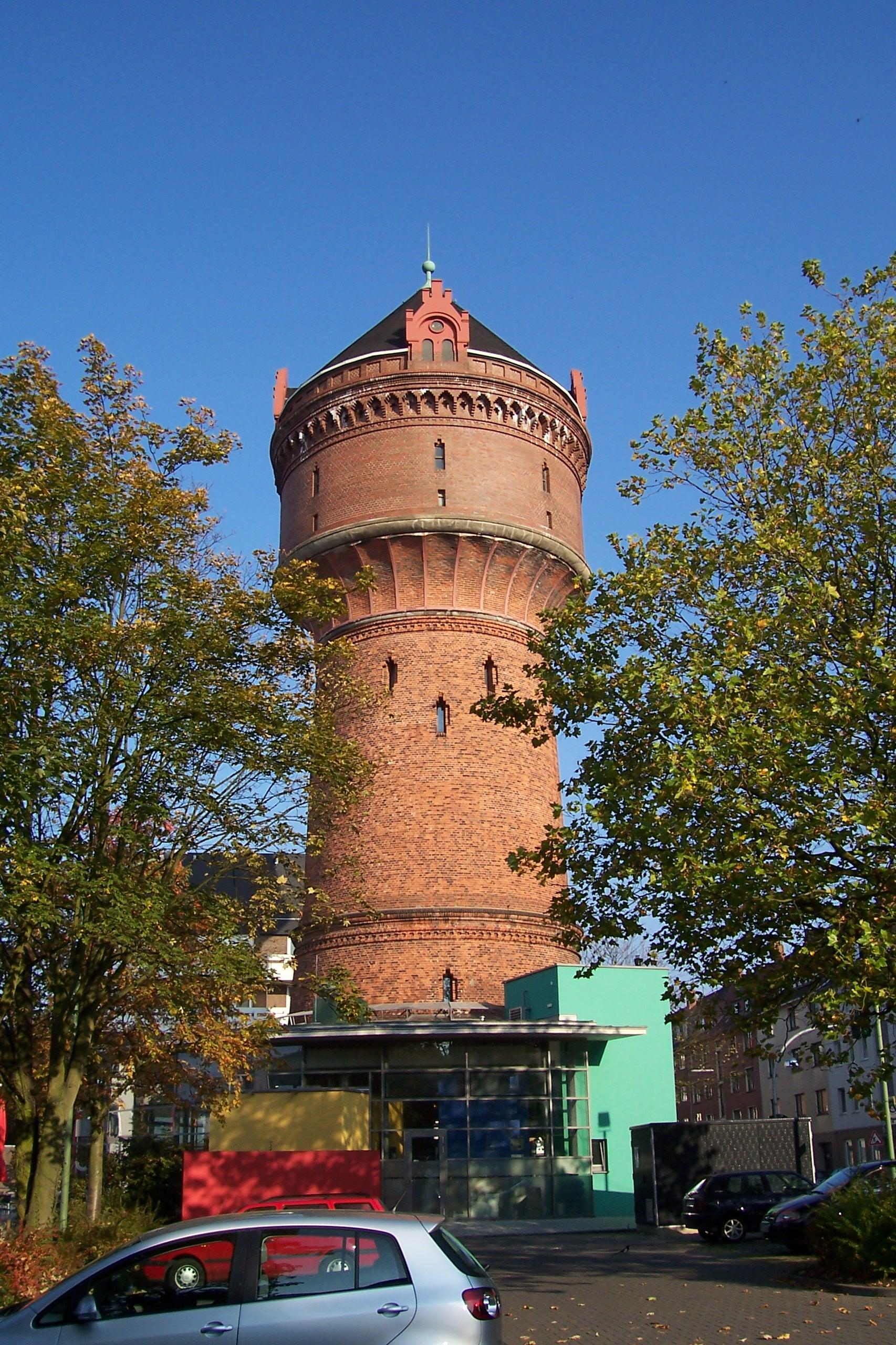
Wasserturm Geestemünde

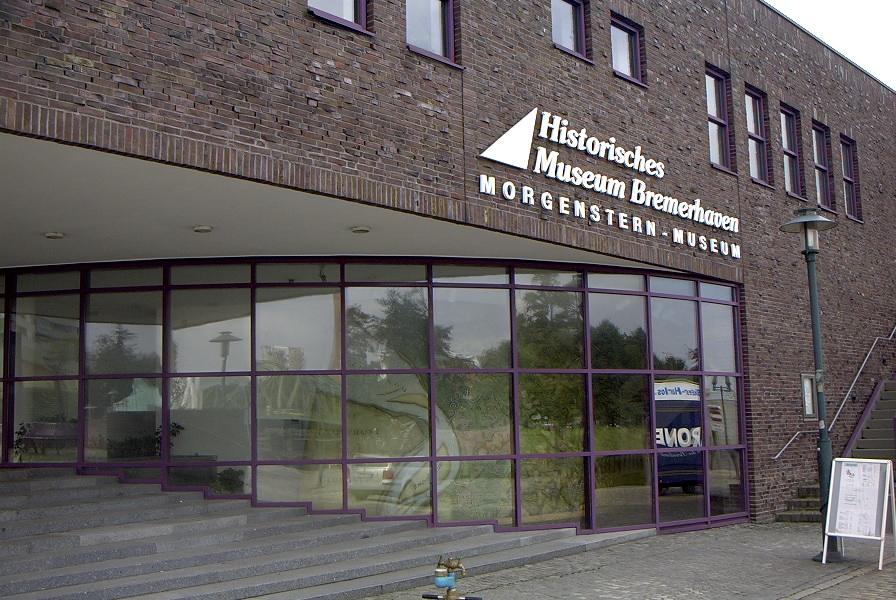
Historisches Museum

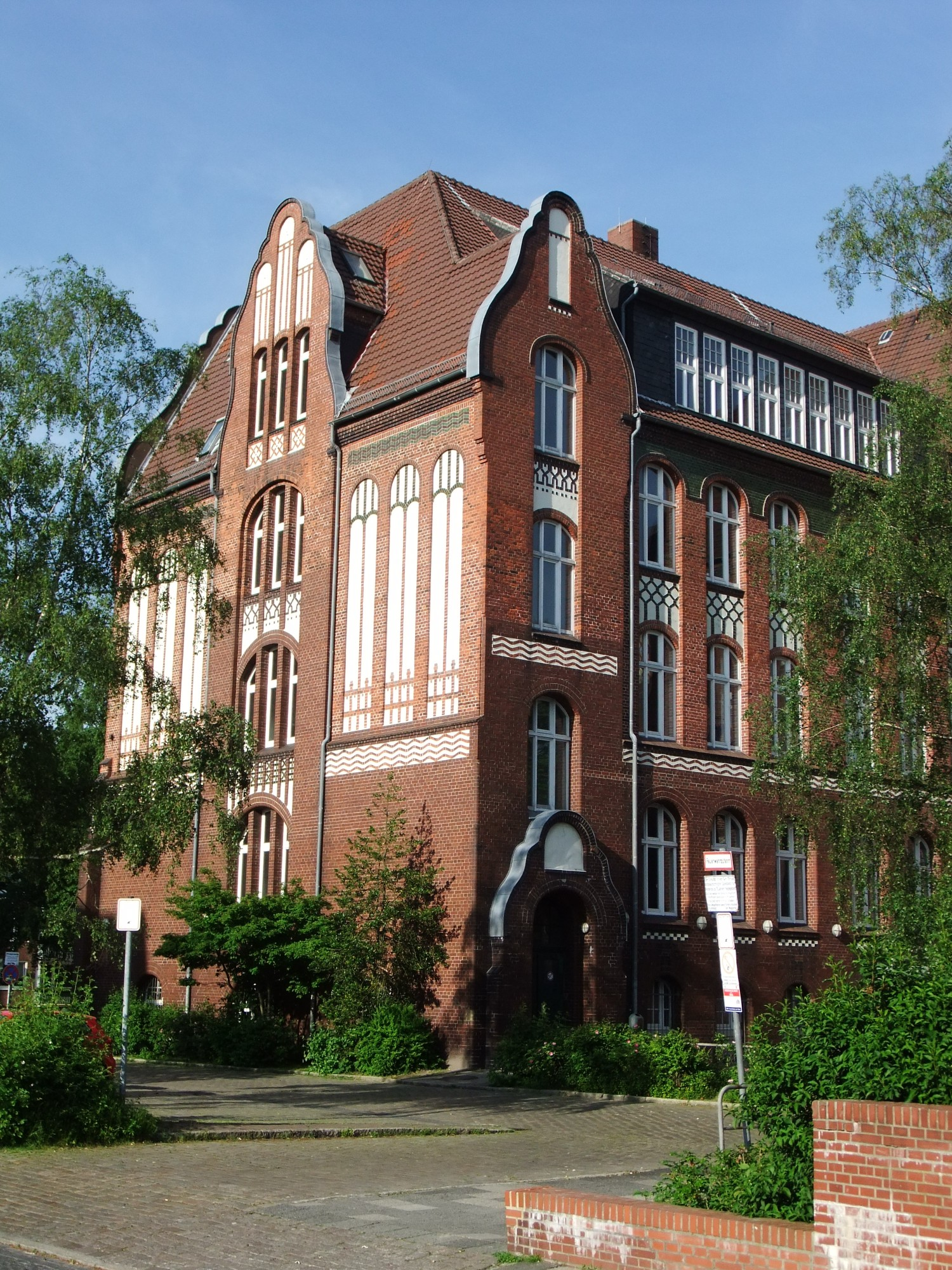
Raabeschule

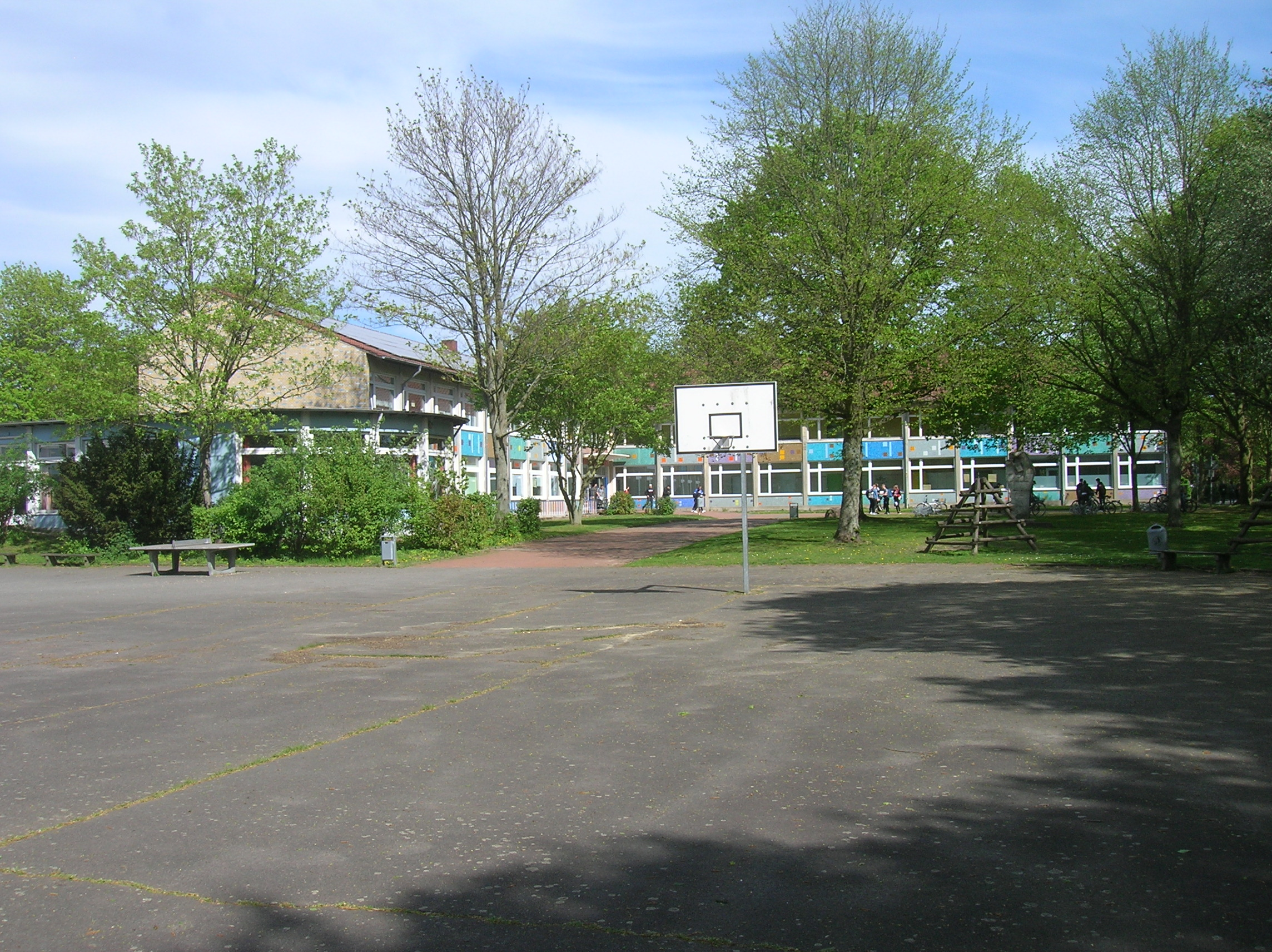
Kantschule

### Bauwerke
- Marienkirche; der Turm stammt aus dem 13. Jahrhundert, das Kirchenschiff von 1400.
- Wasserturm Geestemünde von 1891 von Walter Pfeffer und Otto Intze
- Christuskirche Bremerhaven-Geestemünde von Conrad Wilhelm Hase
- Herz-Jesu-Kirche von Heinrich Flügel
- Alte Geestebrücke von 1904
- Busse-Denkmal von Fritz Höger
- Memento maris, Großplastik von Gerhart Schreiter
- Speicher A des Handelshafens und Nordsee-Hauptverwaltung, Speicher von 1862, Nordsee-Hauptverwaltung von 1934 und AWI-Standort ab 2022
- Stadtpalais am Berliner Platz von 1848

### Museen
- Historische Museum Bremerhaven/Morgenstern-Museum
  - Deutsche Auswanderer-Datenbank: Datenterminal im Historischen Museum Bremerhaven
- Nordsee Science Center, Phänomenta Bremerhaven und Sternfreunde, Hoebelstraße 24 in Geestemünde-Süd

## Öffentliche Einrichtungen

### Allgemein
- Polizeirevier Geestemünde im ehemaligen Reichspostamt Geestemünde, Klußmannstraße 7

### Bildung
Förderschulen
- Fritz-Reuter-Schule
- Georg-Büchner-Schule I

Grundschulen
- Allmersschule
- Fritz-Reuter-Schule
- Gorch-Fock-Schule

Oberschulen
- Georg-Büchner-Schule II
- Humboldtschule Bremerhaven
- Oberschule Geestemünde/Immanuel-Kant-Schule
- Wilhelm-Raabe-Schule
- Edith-Stein-Schule (katholisch)

Gymnasium, Sekundarstufe II
- Schulzentrum Carl von Ossietzky
- Gymnasium Wesermünde (Niedersachsen)
- Schulzentrum Geschwister Scholl

Berufliche Schulen
- Schulzentrum Carl von Ossietzky
  - Gewerbliche Lehranstalten (GLA)
  - Beruflichen Schule für Dienstleistung, Gewerbe und Gestaltung (BS DGG)
  - Fachoberschule Technik an der BS DGG

### Kirchen
- Christuskirche, ev.luth.
- Herz-Jesu-Kirche, kath.
- Kreuzkirche, ev.-luth.
- Marienkirche, ev.-luth.
- Matthäuskirche ev.-luth.
- Neuapostolische Kirche

### Sport
Sportanlagen
- Bad 2, Schillerstraße 144
- BSCG-Sportplatz, Marschbrookweg 147
- ESV-Sportplatz, Georg-Büchner-Straße 17
- Freibad Grünhöfe, Marschbrookweg 135
- GSC-Sportplatz, Adolf-Hoff-Weg 10
- GTV-Sportplatz, In den Nedderwiesen 2
- Rollschuhbahn Bremerhaven, Nedderwiesen 2/4

Vereine
- Angelsportverein Unterweser
- Badminton Club Geestemünde
- Bremerhavener Ruderverein von 1889
- Bremerhavener Tennisverein von 1905
- Eis- und Rollsport Club Bremerhaven
- Eisenbahn Sportverein Bremerhaven von 1928 (ESV)
- Freie Turnerschaft Geestemünde von 1928
- Geestemünder Schützenverein
- Geestemünder Sport-Club von 1902 (GSC)
- Geestemünder Turnverein von 1862 (GTV)
- Schützenklub Geestemünde von 1906
- Schützenverein Gelb-Blau Bremerhaven
- TSG Bremerhaven; Tanz
- Weser-Boxring Bremerhaven

## Wirtschaft und Verkehr

### Wirtschaft
Geestemünde wurde durch den Fischereihafen und die Werften (Seebeck, Tecklenborg) geprägt.

### Verkehr
Bremerhaven Hauptbahnhof befindet sich in Geestemünde, so dass eine Anbindung in Richtung Cuxhaven (Nordseebahn), Bremervörde/Hamburg und Bremen besteht. Dieser Bahnhof ersetzte 1914 den Bahnhof Geestemünde. Am Hauptbahnhof ist der zentrale Umsteigepunkt zwischen den Linien der BremerhavenBus und den Regionalbuslinien aus dem Umland, die alle mit dem Gemeinschaftstarif des Verkehrsverbundes Bremen/Niedersachsen genutzt werden können. Bis 1982 verkehrte außerdem noch eine Straßenbahnlinie 2 der Verkehrsgesellschaft Bremerhaven AG (VGB) – siehe nebenstehenden Plan – über die Innenstadt und Lehe bis zur Stadtgrenze Langen.
Mit dem Auto ist Geestemünde über die Bundesstraße 6 (die außer im Abschnitt B 212–A 27 ansonsten aufgehoben wurde), die Bundesstraße 212 und die Bundesautobahn 27 (Anschlussstelle Geestemünde) zu erreichen. Die Hauptdurchfahrtsstraße des Stadtteils ist die Georgstraße.

## Persönlichkeiten

### Ehrenbürger
- 1919: Georg Wilhelm Claussen (1845–1919), Direktor der Tecklenborg-Werft
- 1920: Georg Seebeck (1845–1928), Werftbesitzer

### Söhne und Töchter Geestemündes
- Heinrich Kuhlmann (1855–1922), Unternehmer, Gründer der Nordwestdeutschen Zeitung und Kommunalpolitiker
- Christian Ludwig (1824–1893 oder 1894), von 1868 bis 1880 Gemeindevorsteher von Geestemünde
- Carl August Lenthe (1829–1898), von 1877 bis 1889 letzter Gemeindevorsteher von Geestendorf
- Bernhard Scheller (1852–1907), Bauunternehmer und Architekt
- Franz Kohn (1857–1909), Unternehmer, Holzgroßhändler, Senator von Geestemünde und Mäzen
- Minni Boh (1858–1918), Schriftstellerin
- Carl Heiligenstadt (1860–1920), Bankdirektor, MdR
- Hermann Bleßmann (1862–1919), von 1889 bis 1899 erster Bürgermeister des vereinigten Geestemündes
- Sophie Seggel (1875–1961), Frauenrechtlerin, Bürgervorsteherin der Stadtverordnetenversammlung in Geestemünde, Mitgründerin des Stadtfrauenbundes
- Emil Hammer (1878–1958), Orgelbauer
- Adolf Ahrens (1879–1957), Kapitän, Kommodore des Norddeutschen Lloyd
- Georg Albert Bacmeister (1880–1918), Landrat in Usingen und Labiau
- Adolf Bacmeister (1882–1945), Chefarzt der Lungenfachklinik St. Blasien
- Gerhard Kohnert (1882–1962), Unternehmer, Möbelfabrikant, Kommunalpolitiker und Förderer lokaler kultureller Einrichtungen
- Diedrich Hahn (1884–1967), Kaufmann und Reeder
- Hans Kohnert, urspr. Kohn (1887–1967), Kaufmann, Fabrikant, Senator, Wehrwirtschaftsführer, Maler
- Herbert Mager (1888–1979), Maler
- Benno Eide Siebs (1891–1977), Jurist, Richter und Heimatschriftsteller
- Paul Rubardt (1892–1971), Musikwissenschaftler und Musikpädagoge
- Johannes Baier (1893–1969), SS-Oberführer, Kriegsverbrecher
- Carl Rodenburg (1894–1992), Generalleutnant der Wehrmacht
- Folkert Potrykus (1900–1971), Redakteur, Widerstandskämpfer (KPD), Mitglied der  Stadtverordnetenversammlung
- Anna Ditzen (1901–1990), Ehefrau von Hans Fallada
- Karl Kiel (1905–1974), Bürgerschaftsabgeordneter (SPD)
- Karl Dalheimer, (1907–1986), SS-Obersturmführer
- Kurt Hahn (1907–1995), Kaufmann, geschäftsführender Gesellschafter von Hussmann & Hahn, Sohn von Diedrich Hahn
- J. Heinrich Kramer (1907–1986), Unternehmer und Politiker (FDP), Mitglied der Bremischen Bürgerschaft
- Johannes Piersig (1907–1998), Kantor, Dozent für Orgelspiel und Musiktheorie, 1979/80 Rektor der Universität Hamburg
- Carola Höhn (1910–2005), Schauspielerin
- Axel Monjé (1910–1962), Schauspieler und Synchronsprecher
- Lisa-Marie Blum (1911–1993), Schriftstellerin, Malerin und Grafikerin
- Gerda Marie Scheidl (1913–2005), Schriftstellerin
- Olav Hanssen (1915–2005), lutherischer Theologe, Pädagoge und Autor
- Linda Regul (1923–2011), Bürgerschaftsabgeordnete (SPD)
- Wolfgang Pfahl (1947–2021), Bürgerschaftsabgeordneter (CDU)

### Personen, die mit Geestemünde in Verbindung stehen
- Martin Mushard (1699–1770), ev. Pastor, Prähistoriker und Archäologe
- Rickmer Clasen Rickmers (1807–1886), Werftbesitzer u. a. in Geestemünde, Reeder
- Rudolf Heins (1819–1869), Mediziner und Hochschullehrer, Chef des Sanitätsdienstes der ersten deutschen Flotte, betrieb danach eine Praxis in Geestemünde
- Karl Bostelmann (1825–1912), Miniaturenmaler am königlichen Hofe in Hannover, er wurde in Geestemünde begraben
- Theodor Hoebel (1832–1908), Wasserbauingenieur, Erbauer des Fischereihafens
- Wilhelm Anton Riedemann (1832–1920), Reeder in Geestemünde, Pionier der Tankschifffahrt
- Hugo Holstein (1834–1904), Gymnasialprofessor, 1878 bis 1885 Rektor des Progymnasiums in Geestemünde
- Friedrich Busse (1835–1898), Begründer der deutschen Hochseefischerei, starb in Geestemünde
- Heinrich Rabien (1843–1913), Gemeindevorsteher und Bürgermeister, vereinigte Geestendorf und Geestemünde
- Georg Wilhelm Claussen (1845–1919), Schiffbauer auf der Werft Joh. C. Tecklenborg
- Heinrich Achgelis (1845–1913), Ingenieur und Fabrikant
- Johann Ganten (1855–1936), Gründer des  Bürgerparks
- Josef Ditzen (1862–1931), Zeitungsverleger, 1889 wurde er Chefredakteur der Provinzial-Zeitung in Geestemünde, später Chefredakteur der Nordwestdeutsche-Zeitung
- Wilhelm Brandes (1874–1944), Stadtverordneter (SPD), Bürgervorsteher, Mitglied des Hannoverschen Provinziallandtages und des Preußischen Landtages
- Theodor Ludwig Karl Krieghoff (1879–1946), Komponist, Musiker, Militärmusiker der Matrosen Artillerie, wohnte in der Geestemünder Bussestr. 16
- Walter Delius (1884–1945), Verwaltungsjurist, Bürgermeister von Geestemünde, später Oberbürgermeister von Wesermünde
- Herbert Mager (1888–1979), Maler des expressiven Realismus
- Otto Weyermann (1908–2003), Autor, Schiffssteward, Seemannsausrüster im In- und Ausland, Kaufmann und Gastwirt in der Geestemünder Max-Dietrich-Straße bzw. Claussenstraße 23
- Mathilde Lehmann (1917–2007), Kommunalpolitikerin (SPD),  Mitglied der Stadtverordnetenversammlung und des Magistrats sowie Stadtverordnetenvorsteherin
- Fritz Fischer (1917–1982), Bürgerschaftsabgeordneter (SPD)
- Lothar Koring (1935–2011), Rechtsanwalt, Bürgerschaftsabgeordneter (SPD)
- Harry Nestler (* 1943), Bürgerschaftsabgeordneter (CDU)
- Karin Tuczek (* 1944), Bürgerschaftsabgeordnete (SPD, CDU)
- Werner Hoyer (* 1946), Bürgerschaftsabgeordneter (SPD)
- Elias Tsartilidis (* 1978), Bürgerschaftsabgeordneter (SPD), Stadtverordneter